# Colin Fleming
Colin Fleming (ur. 13 sierpnia 1984 w Linlithgow) – brytyjski tenisista, reprezentant w Pucharze Davisa, złoty medalista igrzysk wspólnoty narodów (2010) w grze mieszanej, olimpijczyk.

## Kariera tenisowa
Jako zawodowy tenisista występował w latach 2003–2017.
Fleming w swoim dorobku ma 8 zwycięstw w turniejach rangi ATP World Tour w deblu z 19 osiągniętych finałów.
Na początku października 2010 roku Fleming zdobył złoty medal w grze mieszanej podczas igrzysk wspólnoty narodów w Nowym Delhi. Partnerką deblową Fleminga była Jocelyn Rae, a w finale szkocka para wygrała z Australijczykami Anastasiją Rodionową i Paulem Hanleyem.
Fleming dwukrotnie wystartował na igrzyskach olimpijskich w konkurencji gry podwójnej, w Londynie (2012) i Rio de Janeiro (2016), za każdym razem odpadając w 1 rundzie.
Od marca 2009 roku reprezentował Wielką Brytanię w Pucharze Davisa.
Najwyżej sklasyfikowany w rankingu deblistów był we wrześniu 2013 roku na 17. miejscu.

### Finały w turniejach ATP World Tour
| Legenda                                      |
| -------------------------------------------- |
| Wielki Szlem                                 |
| Igrzyska olimpijskie                         |
| Tennis Masters Cup / ATP Finals              |
| ATP Masters Series / ATP Tour Masters 1000   |
| ATP International Series Gold / ATP Tour 500 |
| ATP International Series / ATP Tour 250      |

#### Gra podwójna (8–11)
| Końcowy wynik | Nr  | Data                 | Turniej      | Nawierzchnia  | Partner         | Przeciwnicy                            | Wynik finału       |
| ------------- | --- | -------------------- | ------------ | ------------- | --------------- | -------------------------------------- | ------------------ |
| Zwycięzca     | 1.  | 27 września 2009     | Metz         | Twarda (hala) | Ken Skupski     | Arnaud Clément Michaël Llodra          | 2:6, 6:4, 10–5     |
| Zwycięzca     | 2.  | 1 listopada 2009     | Petersburg   | Twarda (hala) | Ken Skupski     | Jérémy Chardy Richard Gasquet          | 2:6, 7:5, 10–4     |
| Finalista     | 1.  | 19 czerwca 2010      | Eastbourne   | Trawiasta     | Ken Skupski     | Mariusz Fyrstenberg Marcin Matkowski   | 3:6, 7:5, 8–10     |
| Finalista     | 2.  | 10 kwietnia 2011     | Casablanca   | Ceglana       | Igor Zelenay    | Robert Lindstedt Horia Tecău           | 2:6, 1:6           |
| Zwycięzca     | 3.  | 30 października 2011 | Petersburg   | Twarda (hala) | Ross Hutchins   | Michaił Jełgin Aleksander Kudriawcew   | 6:3, 6:7(5), 10–8  |
| Zwycięzca     | 4.  | 4 marca 2012         | Delray Beach | Twarda        | Ross Hutchins   | Michal Mertiňák André Sá               | 2:6, 7:6(5), 15–13 |
| Zwycięzca     | 5.  | 23 czerwca 2012      | Eastbourne   | Trawiasta     | Ross Hutchins   | Jamie Delgado Ken Skupski              | 6:4, 6:3           |
| Finalista     | 3.  | 15 lipca 2012        | Newport      | Trawiasta     | Ross Hutchins   | Santiago González Scott Lipsky         | 6:7(3), 3:6        |
| Finalista     | 4.  | 30 września 2012     | Kuala Lumpur | Twarda (hala) | Ross Hutchins   | Bruno Soares Alexander Peya            | 7:5, 5:7, 7–10     |
| Zwycięzca     | 6.  | 12 stycznia 2013     | Auckland     | Twarda        | Bruno Soares    | Johan Brunström Frederik Nielsen       | 7:6(1), 7:6(2)     |
| Zwycięzca     | 7.  | 24 lutego 2013       | Marsylia     | Twarda (hala) | Rohan Bopanna   | Aisam-ul-Haq Qureshi Jean-Julien Rojer | 6:4, 7:6(3)        |
| Finalista     | 5.  | 22 czerwca 2013      | Eastbourne   | Trawiasta     | Jonathan Marray | Bruno Soares Alexander Peya            | 6:3, 3:6, 8–10     |
| Finalista     | 6.  | 28 lipca 2013        | Atlanta      | Twarda        | Jonathan Marray | Édouard Roger-Vasselin Igor Sijsling   | 6:7(6), 3:6        |
| Finalista     | 7.  | 28 lipca 2013        | Montreal     | Twarda        | Andy Murray     | Bruno Soares Alexander Peya            | 4:6, 6:7(4)        |
| Finalista     | 8.  | 4 maja 2014          | Monachium    | Ceglana       | Ross Hutchins   | Jamie Murray John Peers                | 4:6, 2:6           |
| Finalista     | 9.  | 22 lutego 2015       | Marsylia     | Twarda (hala) | Jonathan Marray | Marin Draganja Henri Kontinen          | 4:6, 6:3, 8–10     |
| Finalista     | 10. | 2 sierpnia 2015      | Atlanta      | Twarda        | Gilles Müller   | Bob Bryan Mike Bryan                   | 6:4, 6:7(2), 4–10  |
| Zwycięzca     | 8.  | 4 października 2015  | Shenzhen     | Twarda        | Jonatan Erlich  | Chris Guccione André Sá                | 6:1, 6:7(3), 10–6  |
| Finalista     | 11. | 21 lutego 2016       | Marsylia     | Twarda (hala) | Jonatan Erlich  | Mate Pavić Michael Venus               | 2:6, 3:6           |